# ماجرای ۹۹ نفر
گروه ۹۹ نفر به مخالفان میرحسین موسوی در مجلس دوم اشاره دارد. این اصطلاح پس از ماجرای رأی مخالف ۹۹ تن از نمایندگان مجلس دوره دوم به نخست‌وزیری موسوی، علی‌رغم حمایت روح‌الله خمینی از وی، رایج شده و برچسبی برای اشاره به برخی از نمایندگان مخالف مانند بادامچیان و اسرافیلیان شد.
به گفته اسدالله بادامچیان حامیان موسوی اسامی ۹۹ نفر را از روی حدس و گمان بر روی کاغذ نوشته و بین مردم پخش کردند اما اسدالله بیات این ادعا را رد می‌کند. به گفته وی این جریان خودبخود در کل جامعه تأثیر گذاشت. «مثلاً در استان‌های مختلف از موافقین و مخالفین دعوت می‌کردند و هر کدام با مخاطبینی روبه‌رو بودند ولی معمولاً در اکثر موارد آن ۹۹ نفر مغلوب بودند.»
سید احمد کاشانی، محمد یزدی، احمد آذری قمی، ابراهیم اسرافیلیان، سید محمد خامنه‌ای، سعید امانی همدانی، اسدالله بادامچیان، محمدرضا باهنر، مریم بهروزی، سید رضا تقوی، قربانعلی دری نجف‌آبادی، حسن روحانی، محمدهاشم رهبری، سید رضا زواره‌ای، محمداسماعیل شوشتری، محمدهادی عبدخدایی، سید حسن شجاعی کیاسری، جلال‌الدین فارسی، اسماعیل فردوسی‌پور، محسن مجتهد شبستری، علی موحدی ساوجی، محمدعلی موحدی‌کرمانی، سید حسین موسویانی و علی یوسف‌پور از معروف‌ترین این نمایندگان بودند.
علی خامنه ای دربارهٔ مخالفتش با موسوی می‌گوید: 
در انتخاب آقای موسوی من به‌ امام عرض کردم که من ایشان را برای نخست‌وزیری شایسته نمی‌دانم اگرچه که ایشان فردی است مسلمان و متدین و… ومن درهرکجا که باشم از ایشان به عنوان یک دستیار استفاده خواهم کرد اما برای نخست‌وزیری انتخاب ایشان را صلاح نمی‌دانم و امام فرمودند که شما هرطور میل دارید عمل کنید و این حق شماست و واقعاً این حق من بود البته حق شخصی نبود که اگر حق شخصی بود من از آن می‌گذشتم بلکه حق ریاست جمهوری بود و تکلیفی بود بر دوش من که من نمی‌توانستم نسبت به آن بی‌تفاوت باشم‌ اما به هر حال رفتند خدمت امام و گفتند اگر ایشان کنار رود جنگ لطمه می‌خورد و چون جنگ برای‌ امام بسیار اهمیت دارد بنابراین ایشان هم آن طور نظر دادند درحالی که جنگ هم لطمه نمی‌خورد.
مخالفت سید علی خامنه‌ای رئیس‌جمهور وقت برای معرفی مجدد میرحسین موسوی به نخست‌وزیری و اصرار روح‌الله خمینی بر ابقای موسوی شرایط ویژه‌ای را بر جلسه رأی اعتماد به نخست‌وزیر حاکم کرده بود. موفقیت موسوی منجر به کاهش قدرت طرفداران خامنه‌ای به سود حامیان موسوی و پدیدآیی دوقطبی چپ و راست در عرصه رقابت‌های سیاسی درون جمهوری اسلامی شد. مخالفت جناح راست با موسوی باعث شد تا در دولت دوم وی چهره‌های برجسته این جناح هم‌چون علی‌اکبر ناطق‌نوری، حبیب‌الله عسگراولادی، احمد توکلی، علی‌اکبر پرورش و حسن غفوری‌فرد جای خود را به سیاست‌مداران چپ‌گرایی چون محمد خاتمی، علی‌اکبر محتشمی‌پور و بهزاد نبوی بدهند. انتخابات مجلس سوم نیز تحت تأثیر همین فضا با موفقیت چپ‌گرایان حامی موسوی به پایان رسید.
علی خامنه ای در حمایت از این ۹۹ نماینده مجلس می‌گوید: 
اینها در حقیقت با ۹۹ نفر مخالف هستند که چندی پیش من به یکی از آنها که دائم ۹۹ نفر را زیر سؤال می‌برد، گفتم اگر ساکت ننشینی خواهم گفت که اینها ۹۹ نفر نیستند و با من ۱۰۰ نفر هستیم.
بر اساس خاطرات منتشرشده از هاشمی رفسنجانی و ناطق نوری، خامنه‌ای پیش از معرفی موسوی به عنوان نخست‌وزیر به مجلس چندین بار شخصاً یا از طریق واسطه از خمینی خواسته بود یا حمایت خود از موسوی را پس بگیرد یا حکمی مبنی بر تکلیف شرعی بر معرفی او صادر کند. اما نهایتاً در جلسه‌ای با حضور محمد یزدی، احمد جنتی، مهدوی کنی و ناطق نوری با این نظر روبرو شد: «من حکم نمی‌کنم، اما من به عنوان یک شهروند حق دارم نظر خودم را بدهم یا خیر؟... من به عنوان یک شهروند، اعلام می‌کنم که انتخاب غیر از ایشان، خیانت به اسلام است.»